# Germán Quintero
Germán Quintero (Bogotá, 1956) es un actor colombiano.

## Carrera
Ha participado en series como Sueños y espejos (1994), Cara o sello: Dos rostros de mujer (1995), Mesa para tres (2004), Montecristo (2007), y uno de sus papeles más recordados fue en Escobar, el patrón del mal (2012) como Guillermo Cano Isaza.

## Filmografía

### Televisión
| Año       | Título                               | Personaje                            |
| --------- | ------------------------------------ | ------------------------------------ |
| 1984      | El Bogotazo                          | Jorge Zalamea                        |
| 1985      | Los Cuervos                          | Gustavo Adolfo                       |
| 1992      | La quinta hoja del trebol            | Miguel Jiménez                       |
| 1993      | La fuerza del poder                  |                                      |
| 1993      | La maldición del paraíso             |                                      |
| 1994      | Sueños y espejos                     | Joaquín                              |
| 1995      | \|Cara o sello: Dos rostros de mujer | Hernando                             |
| 1996      | Guajira                              |                                      |
| 1998      | El amor es más fuerte                | Daniel                               |
| 2001      | El inútil                            | Francisco María "Pancho" Martínez    |
| 2002      | Pecados capitales                    | Ricardo Salinas                      |
| 2004      | Mesa para tres                       | Harold Savatti                       |
| 2004      | La saga, negocio de familia          | Humberto Angarita / Tiberio Angarita |
| 2005      | El baile de la vida                  | Ernesto "Tito" Ortiz                 |
| 2006      | La diva                              | Padre Bernal                         |
| 2007      | La marca del deseo                   | Cura                                 |
| 2007      | Montecristo                          | Alberto Lombardo                     |
| 2007      | Nadie es eterno en el mundo          | Tomás Peñaranda                      |
| 2008      | El cartel de los sapos               | General Javier Ibarra                |
| 2008      | Aquí no hay quien viva               | Benjamín Mcallister                  |
| 2009      | Las trampas del amor                 | Coronel Saúl Cañón                   |
| 2010      | Doña Bella                           | Roberto Grimaldi                     |
| 2011      | Infiltrados                          |                                      |
| 2012      | Escobar, el patrón del mal           | Guillermo Cano Isaza                 |
| 2012      | El Laberinto                         | Álvaro Giraldo                       |
| 2014      | Familia en venta                     | Don Simón                            |
| 2014      | Palabra de ladrón                    | Máximo Valencia                      |
| 2015      | Secretos del paraíso                 | Manuel                               |
| 2016      | Hilos de sangre azul                 | Patricio Díaz                        |
| 2016      | 5 minutos mas                        | Jefe                                 |
| 2016-2017 | La ley del corazón                   |                                      |
| 2017      | Venganza                             | Tomas Russi                          |
| 2018      | Sitiados                             | Moro                                 |
| 2019      | Jugar con fuego                      | Don Andrés Gaiani                    |
| 2019      | El Bronx                             | Ignacio Sáenz                        |
| 2020      | Libertador                           | Gregorio Núñez                       |
| 2022      | Pasión de gavilanes                  | Don Martín Acevedo                   |
| 2024      | Rojo carmesí                         | Bernardo Ruiz                        |

## Cine
| Año  | Título               | Personaje   |
| ---- | -------------------- | ----------- |
| 2008 | La milagrosa         | Don Eduardo |
| 2014 | Gente de bien        | Abuelo      |
| 2017 | Sin mover los labios |             |